# Papi jezici
Papi jezici, malena podskupina gotovo nestalih sepičkih jezika koji se još govore od stotinjak ljudi u provinciji Sandaun u Papui Novoj Gvineji. Danas se vodi kao dio šire skupine sepik hill, a prije kao jedan od dva ogranka jezične skupine leonhard schultze, kojoj su pripadali i walio jezici, pa je nazivana i walio-papi.
Ovoj podskupini pripadaju jezici papi ili paupe [ppe], 70 govornika (2000 S. Wurm) i suarmin ili akiapmin [seo], 140 (2000 S. Wurm).

## Vanjske poveznice
- Ethnologue (14th)